# Johann Franz Hoffmann
Johann Franz Hoffmann (ur. 1699 lub 1701 w Kłodzku, zm. 4 lutego 1766 w Krzeszowie) – śląski malarz późnobarokowy.
Syn kłodzkiego mieszczanina, Johanna Hoffmanna, malarstwa uczył się u morawskiego malarza, Johanna Christopha Handkego, gdzie poznał podstawy malarstwa iluzjonistycznego i kwadraturowego. W trakcie nauki pomagał swojemu mistrzowi przy dekorowaniu kaplicy maryjnej przy kościele klasztornym minorytów w Uničovie, a także prowadził już samodzielne prace przy dekoracji malarskiej w kaplicy miejscowego ratusza.
W 1731 Hoffmann osiadł w Krzeszowie, gdzie 15 lutego tego roku ożenił się z Anną Marią Puschmann, wdową po miejscowym karczmarzu Melchiorze Puschmannie. Przez sześć lat Hoffmann prowadził gospodę w Krzeszowie, jednocześnie zajmując się działalnością artystyczną. Praca w karczmie przyczyniła się do skłonności artysty do nadużywania alkoholu. W 1737 Hoffmann przekazał krzeszowską karczmę swojemu pasierbowi, Johannowi Josephowi Franzowi Puschmannowi, a sam poświęcił się wyłącznie malarstwu.
Po osiedleniu się w Krzeszowie Hoffmann współpracował najprawdopodobniej z artystami, którzy pracowali dla krzeszowskich cystersów, często goszcząc w prowadzonej przez malarza karczmie: Georgiem Wilhelmem Neunhertzem i Petrem Brandlem. Hoffmann prowadził jednak także samodzielną działalność artystyczną na terenie Śląska i hrabstwa kłodzkiego. Głównymi zleceniodawcami artysty byli:
- krzeszowscy opaci cysterscy, z którymi związany był przez całą swoją malarską karierę,
- przedstawiciele duchowieństwa diecezjalnego,
- kłodzka i śląskiej szlachta wyznania katolickiego,
- protestanci (kościół Łaski w Jeleniej Górze).

W końcowym okresie twórczości Hoffmanna widoczny jest jednak wyraźny artystyczny regres. Malarz umarł w Krzeszowie na zapalenie płuc, w biedzie i zapomnieniu.

## Cechy twórczości
Hoffmann specjalizował się w malowaniu iluzjonistycznych dekoracji freskowych z elementami kwadratury, doskonale przyswajając sobie osiągnięcia morawskiej szkoły malarstwa monumentalnego. Pozostawił po sobie także liczne obrazy olejne na płótnie: wielkie przedstawienia ołtarzowe, obrazy dekorujące wnętrza kościołów, portrety. Projektował także grafiki o tematyce religijnej dla profesjonalnych miedziorytników, m.in. Michaela Rentza.
Artysta słabiej radził sobie z przedstawianiem postaci ludzkiej oraz kolorystyczną stroną malowideł. Obrazy olejne Hoffmanna cechuje mocny kontur, gładka faktura, operowanie dużą plamą barwną i mocnym światłocieniem. Było to wynikiem wpływu twórczości pracujących w Krzeszowie mistrzów, zwłaszcza Brandla, od którego Hoffmann przejmował charakterystyczne typy postaci, a nawet kopiował jego obrazy np. dla kościoła parafialnego pw. Świętej Rodziny w Chełmsku.

## Dzieła
- dekoracja malarska Kaplicy Św. Jana Nepomucena przy pałacu w Sarnach – osiem obrazów w glifach okiennych, iluzjonistyczny ołtarz oraz malowidło na kopule,
- Św. Jan Nepomucen rozdający jałmużnę, po 1732, ołtarz boczny kościoła parafialnego pw. Świętej Rodziny w Chełmsku Śląskim,
- Zwiastowanie, 1744, dawny klasztor Cystersów w Henrykowie,
- dekoracja freskowa sklepienia transeptu, 1734–1735, kościół parafialny pw. Świętego Krzyża w Jeleniej Górze,
- malowidła w kaplicy pw św. Anny i Pawilonie Opata w Betlejem koło Krzeszowa oraz freski kościoła opackiego pw. Łaski NMP (1733–1735) i w Mauzoleum Piastów (1736) – współudział, współpraca z Neunhertzem,
- cykl trzech obrazów: Modlitwa w Ogrójcu, Opłakiwanie i Chrystus w Otchłani, 1736, kościół parafialny pw. św. Jana Chrzciciela w Jeleniej Górze-Cieplicach Śląskich-Zdroju,
- Czternastu Wspomożycieli, około 1760, ołtarz boczny kościoła opackiego pw. Łaski NMP w Krzeszowie,
- Matka Boska adorowana przez Wszystkich Świętych, około 1732, ołtarz główny kościoła parafialnego pw. Wszystkich Świętych w Miszkowicach – współudział, współpraca z Brandlem,
- dwa obrazy ołtarzowe: Wizja św. Szymona Stocka i Matka Boska Szkaplerzna, 1745, kościół parafialny pw. św. Piotra i św. Pawła w Strzegomiu,
- dekoracja freskowa sklepienia bocznych kaplic pw. św. Franciszka Ksawerego i NMP, 1738–1739, kościół parafialny pw. św. Marii Magdaleny w Ścinawce Średniej,
- Św. Franciszek Ksawery, około 1739, kościół pielgrzymkowy pw. NMP w Wambierzycach,
- Autoportret, około 1759, Muzeum Narodowe we Wrocławiu.